# Primera Batalla de Rellano

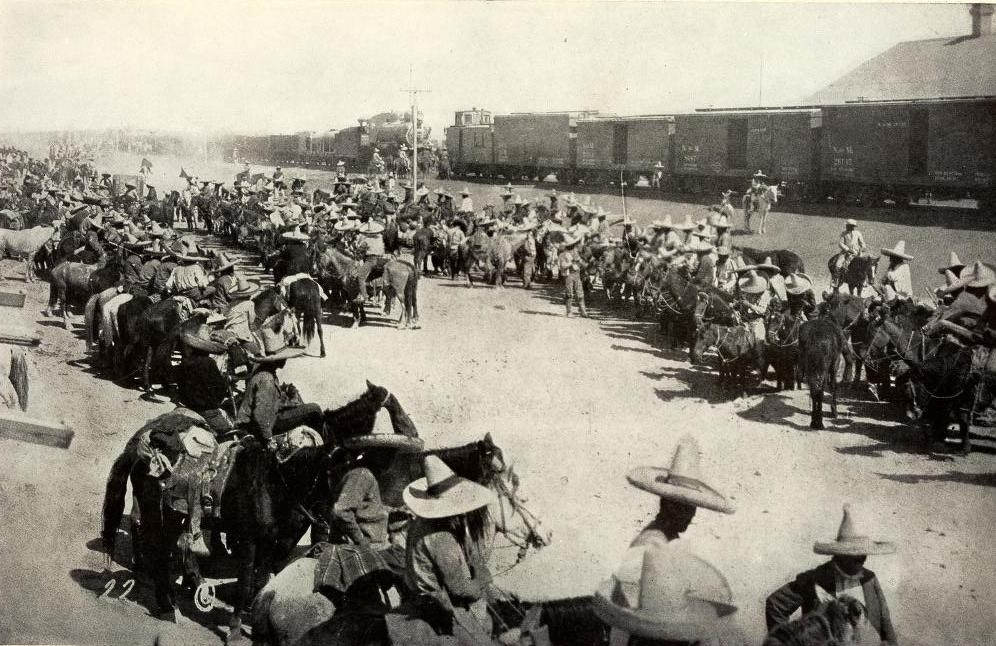
Soldados en la revolución

La Primera batalla de Rellano fue un enfrentamiento ocurrido el 24 de marzo de 1912 durante la Revolución mexicana. Se luchó entre las tropas federales del gobierno de Francisco I. Madero y las tropas rebeldes en virtud de Pascual Orozco llamados orozquistas. El resultado de la batalla fue todo un éxito para Pascual Orozco y sus 6,000 soldados, en cambio un fuerte golpe para el general José González Salas y sus 600 hombres.
Las tropas de González Salas, quien renunció a su cargo de ministro de Guerra y Marina para dirigir personalmente la campaña, iban llegando a la estación ferroviaria de Rellano, cerca de la población de Jiménez, Chihuahua, cuando Orozco mandó sobre las tropas federales una locomotora cargada de explosivos que detonó al instante de llegar a su objetivo. La explosión provocó un gran número de bajas entre los federales y mucho desconcierto, el cual fue aprovechado por los orozquistas para lanzarse al ataque, causando la retirada total de las tropas de González Salas.
Si bien causó un gran furor y emoción entre los orozquistas, González Salas, avergonzado por la derrota, se suicidó en la estación de Bermejillo, Durango.
- Datos: Q5452532